# Оркестр Парижа
Оркестр Парижа (фр. Orchestre de Paris) — французький симфонічний оркестр, заснований в Парижі в 1967 р. з ініціативи міністра культури Франції Андре Мальро після того, як припинив своє існування Оркестр концертного товариства Паризької консерваторії.
З вересня 2006 розташовується в паризькому концертному залі Плейєль.

## Керівники
- Шарль Мюнш (1967—1968)
- Герберт фон Караян (1969—1971)
- Георг Шолті (1972—1975)
- Даніель Баренбойм (1975—1989)
- Семен Бичков (1989—1998)
- Крістоф фон Донаньї (1998—2000)
- Крістоф Ешенбах (2000—2010)
- Пааво Ярві (з 2010 року)